# Raffaellino del Garbo
Raffaellino del Garbo (San Lorenzo a Vigliano, 1466 – Firenze, 1524) è stato un pittore italiano.

## Biografia

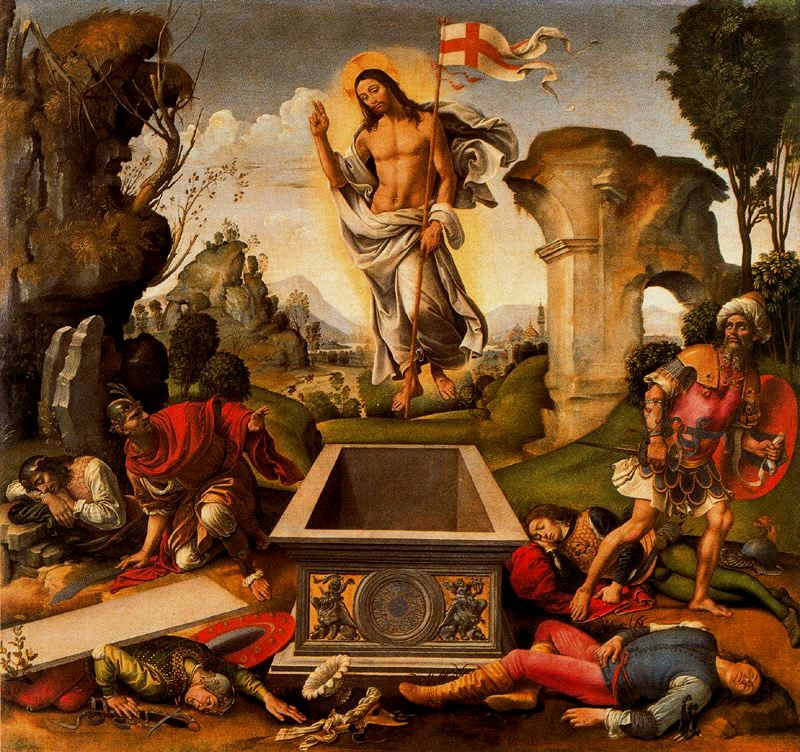
Resurrezione di Cristo (1510)

Figlio di un certo Bartolomeo di Giovanni di Carlo di Cocco, rimase orfano in tenera età e fu allevato da un parente, Pasquino di Carlo, e poi dalla famiglia Capponi. Il nome "del Garbo", con cui il pittore è conosciuto, deriva dalla via del Garbo, a Firenze, dove tenne bottega dal 1513 al 1517. Tale via  è esistita e corrisponde all'attuale Via della Condotta nei pressi della Chiesa della Badia.
Si formò nella bottega di Filippino Lippi come testimoniano le notizie fornite nelle Vite di Giorgio Vasari. I suoi influssi sono legati oltre a Filippino, anche al Pinturicchio e a Lorenzo di Credi.
Andrea del Sarto fu un suo discepolo: questo legame sembra confermato da una tavola L'incoronazione della Vergine dipinta da Raffaellino per l'altare maggiore della chiesa di San Michele a San Salvi, per lo stesso committente che affidò ad Andrea del Sarto l'affresco con l'Ultima cena nel refettorio, sempre a San Salvi.
Anche il figlio Bartolomeo, detto il Bontaca, fu pittore e morì il 25 novembre 1555. Di lui non si conoscono né i fatti della vita né l'opera pittorica.

## Opere
Tra le opere si ricordano: 
- la Resurrezione per la chiesa di San Bartolomeo a Monte Oliveto a Firenze e oggi alla Galleria dell'Accademia;
- il soffitto della cappella Carafa nella Basilica di Santa Maria sopra Minerva di Roma;
- l'Incoronazione della Vergine al Louvre;
- la Vergine in gloria con san Giovanni Battista, san Girolamo, san Francesco e san Vivaldo, conservata nella chiesa di San Vivaldo facente parte del complesso architettonico del convento di San Vivaldo;
- la Madonna col Bambino in trono tra san Martino di Tours, san Sebastiano e donatore (primo quarto del XVI secolo), tavola, proveniente dalla Chiesa di San Martino a Manzano, oggi conservata al Museo di arte sacra di Montespertoli.
- la Moltiplicazione dei pani e dei pesci opera commissionata nel 1503, Santa Maria Maddalena dei Pazzi, quindi murata in un'aula della adiacente scuola Scuola Cairoli Alamanni quindi Laboratorio di Restauro di Palazzo Pitti dopo l'Alluvione del 1966.
- Annunciazione, conservata presso la chiesa di San Donato in Polverosa a Firenze